# 삼중 기보 미사 성가집

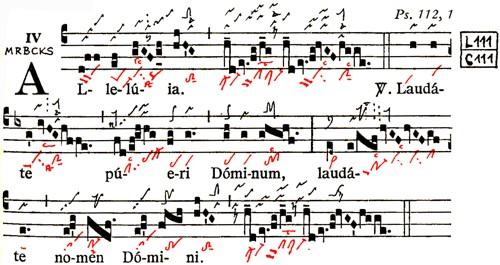
《삼중 기보 미사 성가집》의 알렐루야 'Laudate pueri'. 네우마 음표 위, 아래에 검은색 선율 표기와 빨간색 선율 표기가 되어 동일한 노래에 대한 3개의 전승을 비교해서 볼 수 있다.

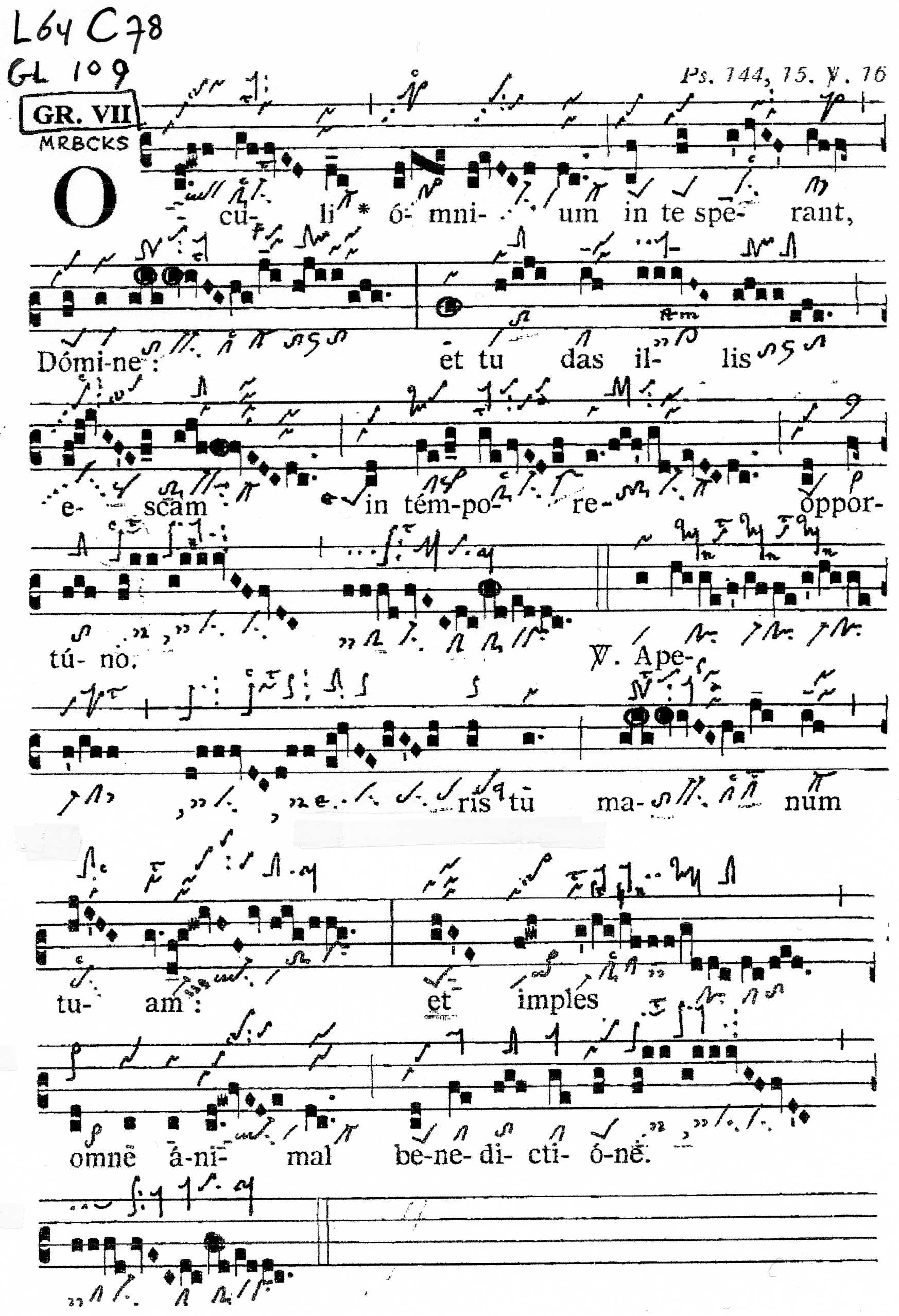
《삼중 기보 미사 성가집》의 한 쪽

삼중 기보 미사 성가집, 또는 그라두알레 트리플렉스(라틴어: Graduale Triplex)는 주로 로마 가톨릭교회 라틴 전례의 미사에서 사용하는 고유문 그레고리오 성가의 본문(가사)과 선율을 네우마와 함께 모아 놓은 전례서인 미사 성가집(Graduale)의 한 종류이다. 솔렘 수도원에 의하여 1979년 초판이 발행되었고, 계속해서 재발행되고 있다.
1974년에는 1908년에 발행된 《로마 미사 성가집》을 제2차 바티칸 공의회의 전례 개혁 규정에 따라서 개정하여 발행하였으며, 여기에서 사각형의 네우마 음표를 유지하였다. 《삼중 기보 미사 성가집》은 《로마 미사 성가집》과 동일한 노래를 제공하지만, 사각형 네우마 악보의 위, 아래에 각기 메츠(Metz) 기보와 성 갈로(S. Gallo, S. Gallen) 기보를 덧붙인 것이 가장 큰 특징이다.

## 내용
전례서인 미사 성가집(Graduale)의 하나이므로, 미사에 사용하는 노래를 모은 책이다. 곧 입당송, 화답송, 알렐루야, 연송, 부속가, 봉헌송, 영성체송 등의 고유문을 모았다.
미사의 고유문 외에도, 전례 예식에서 요구되는 경우, 예를 들어 성주간, 파스카 성삼일 등에는, 후렴, 찬미가, 찬가 등의 노래를 추가하였다.

## 원문
- Graduale triplex: seu Graduale Romanum Pauli PP. VI cura recognitum & rhythmicis signis a Solesmensibus monachis ornatum Neumis Laudunensibus (Cod. 239) et Sangallensibus (Codicum San Gallensis 359 et Einsidlensis 121) nunc auctum. Sablé sur Sarthe: Abbaye Saint Pierre, 1979 bzw. 1987, ISBN 2-85274-044-3

## 순서
라틴어 가사와 선율을 담고 있는 원본에 제시된 순서는 다음과 같다.
- Proprium de tempore:
  - Tempus Adventus,
  - Nativitatis,
  - Tempus Quadragesimæ,
  - Hebdomada sancta,
  - Triduum Paschale,
  - Tempus paschale,
  - Solemnitates Domini tempore per annum occurrentes.
- Communia:
  - Commune apostolorum,
  - Commune apostolorum vel martyrum,
  - Commune martyrum,
  - Commune pastorum,
  - Commune doctorum Ecclesiæ,
  - Commune virginum,
  - Commune Sanctorum et Sanctarum.
- Proprium de sanctis,
- Missæ rituales
- Missæ ad diversa
- Missæ votivæ
- Liturgia defunctorum

## 참고 문헌
- F. Rampi, M. Lattanzi, Manuale di canto gregoriano, Turris editore, 1998.
- A. Turco, Canto gregoriano. Corso fondamentale, Torre d'Orfeo, Roma 1996.

## 같이 보기
- 그레고리오 성가
- 솔렘 수도원
- 네우마
- 로마 미사 성가집(그라두알레 로마눔)